# Tả Nhân Dĩnh
Tả Nhân Dĩnh (tiếng Trung: 左人郢; bính âm: Zuo Renying), hay Tả Dĩnh (左郢), tự Hành (行) hay Tử Hành (子行), tôn xưng Tả Tử (左子), sau sửa lại thành Tả Nhân Tử (左人子), người nước Lỗ thời Xuân thu, là một trong thất thập nhị hiền của Nho giáo.

## Cuộc đời
Cuộc đời của Tả Nhân Dĩnh không được ghi chép lại. Năm 72, thời Hán Minh Đế, Tả Nhân Dĩnh được phối thờ trong Khổng miếu.